# Dugesia artesiana
Dugesia artesiana és una espècie de triclàdide dugèsid que habita l'aigua dolça de Queensland, Austràlia.

## Descripció

### Caràcters diagnòstics

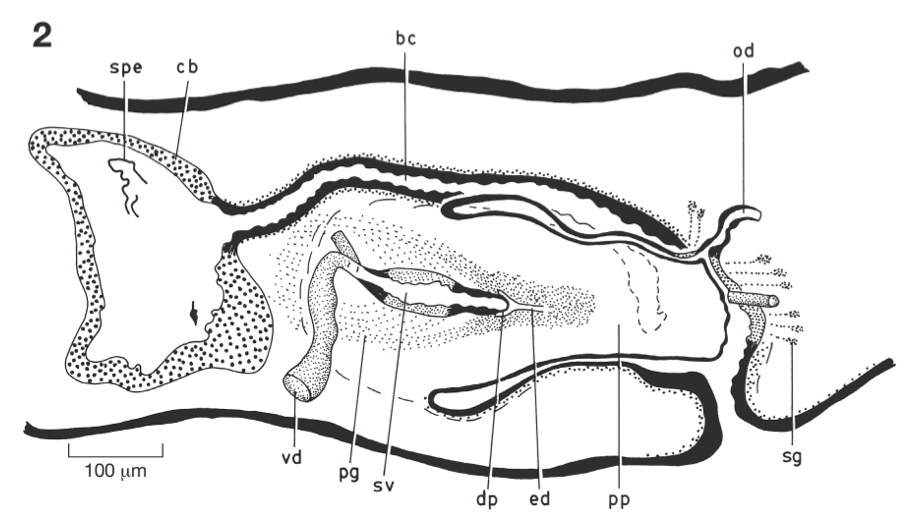
Diagrama d'un tall sagital de l'aparell copulador de l'holotipus. La part anterior queda a l'esquerra.

D. artesiana es caracteritza per una combinació única de trets morfològics de l'aparell copulador: conducte ejaculador presumiblement central, obertura asimètrica dels oviductes al canal de la bursa, canal de la bursa infranucleat, absència de reforç extern del canal de la bursa, diafragma petit, absència de conducte entre la vesícula seminal intrabulbar i el diafragma.

### Descripció general
Els espècimens conservats fan fins a 14 mm de longitud i 2 mm d'amplada. Presenten un color dorsal groguenc-marronós no gaire intens amb una densitat variable de taquetes fosques. Això fa que la pigmentació dorsal variï del marró fosc al groc-marró clar. La coloració s'aclareix al marges del cos i al voltant de la regió faríngea. La superfície ventral és més pàl·lida que la dorsal. El nombre de grànuls de pigment observats a les seccions histològiques són variables entre individus. D. artesiana presenta dos ulls o òrgans fotoreceptors on el cap, de forma triangular, s'estreta. La faringe està localitzada posteriorment al cos. L'obertura de la boca es troba a la terminació posterior de la bossa faríngea.

## Distribució
D. artesiana s'ha trobat únicament en dos localitats de mostreig, que presenten una distància entre elles de 8 km. L'holotip és original de la reserva Edgbaston, font Blue eye, Queensland, Austràlia. L'altra localitat que es coneix també és a Edgbaston.
Es coneix una altra espècie de Dugesia originària d'Austràlia, D. notogaea, que es troba a Hervey Range, Queensland.